# ديوك سلاتر
ديوك سلاتر (بالإنجليزية: Duke Slater)‏ هو لاعب كرة قدم أمريكية أمريكي، ولد في 9 ديسمبر 1898 في نورمال في الولايات المتحدة، وتوفي في 14 أغسطس 1966 في شيكاغو في الولايات المتحدة.

## وصلات خارجية
- ديوك سلاتر على موقع مرجع كرة القدم المحترفة.كوم (الإنجليزية)
- ديوك سلاتر على موقع قاعة آيوا للمشاهير الرياضية (الإنجليزية)